# منتزه أوجونغ كولون الوطني
منتزه أوجونغ كولون الوطني ، (بالإنجليزية: Ujung Kulon National Park)‏. يقع على طرف جاوة الجنوبي الغربي على ضفاف مضيق «سوندا» شبه جزيرة «أوجونغ كولون» في مقاطعة بانتين، إندونيسيا، ويشمل محمية «كراكاتوا» الطبيعية. يصنف المنتزه ضمن موقع التراث العالمي لليونيسكو، برقم 608.

## الأهمية
يتضمن مجموعة بركانية في جزيرة كراكاتوا في مقاطعة لامبونج، وغيرها من الجزر بما في ذلك بانايتان، وكذلك الجزر البحرية الصغيرة في مضيق سوندا. إلى جانب جمال طبيعته وأهميته الجيولوجية، لا سيما لدراسة حركة البراكين في الجزر، يشتمل المنتزه على المساحة الأكبر المتبقية من الغابات المطرية في سهل جافا. ويؤوي أجناسا نباتية وحيوانية كثيرة معرضة للانقراض، وأكثرها تعرضًا على الإطلاق وحيد قرن جاوة.

## معرض الصور

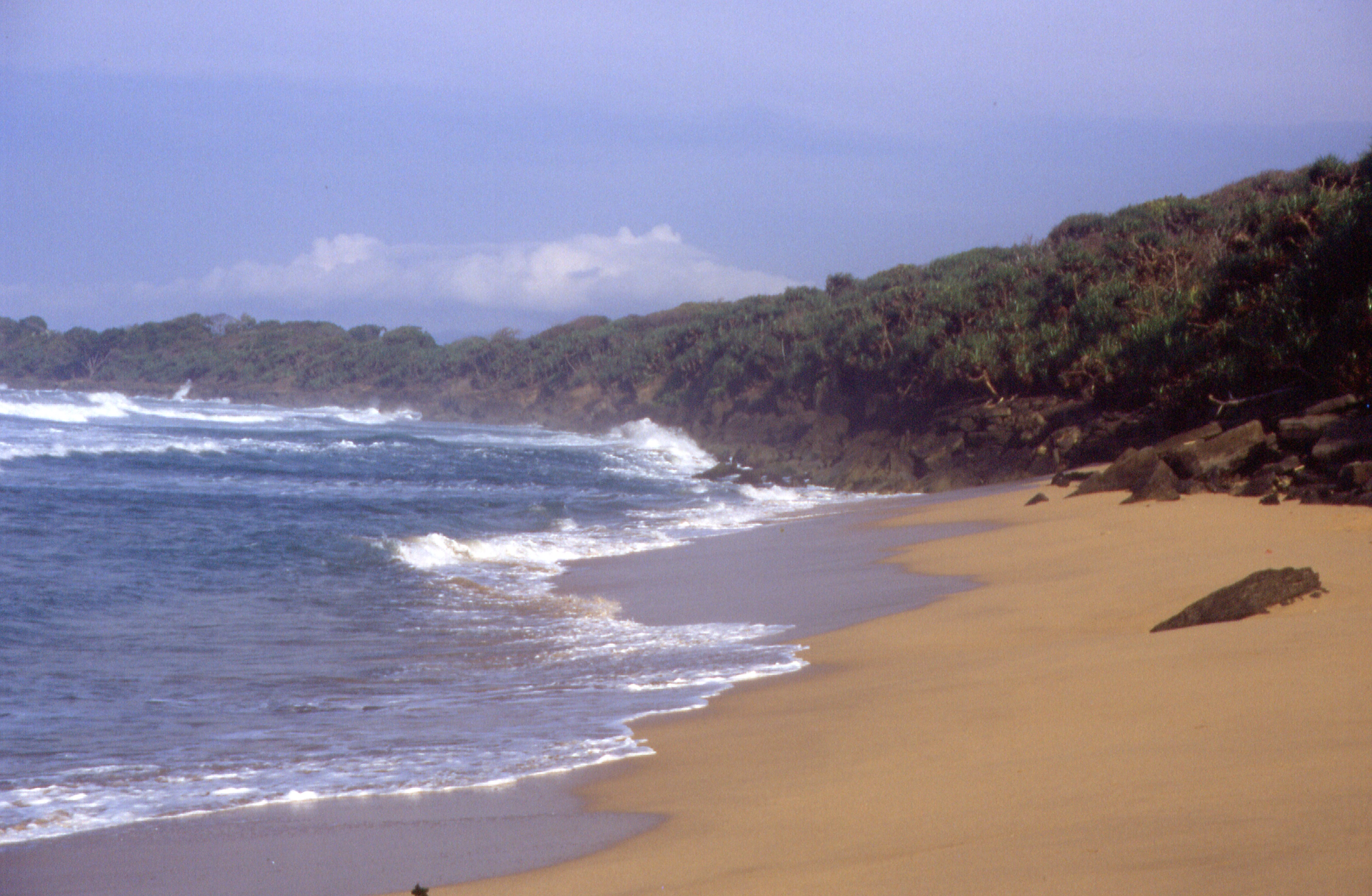
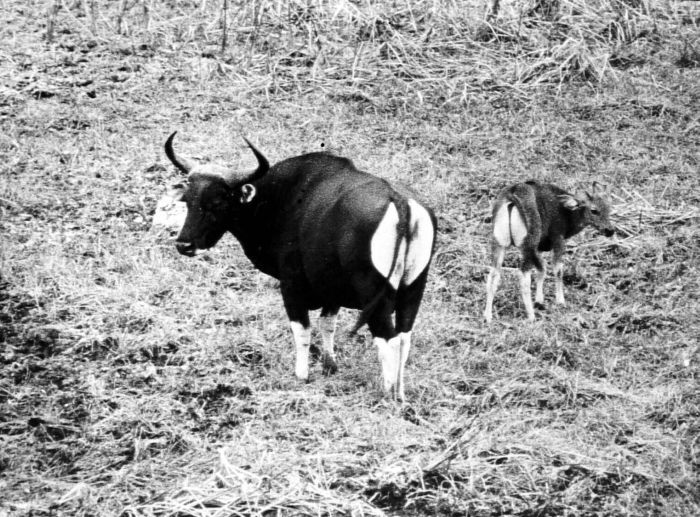
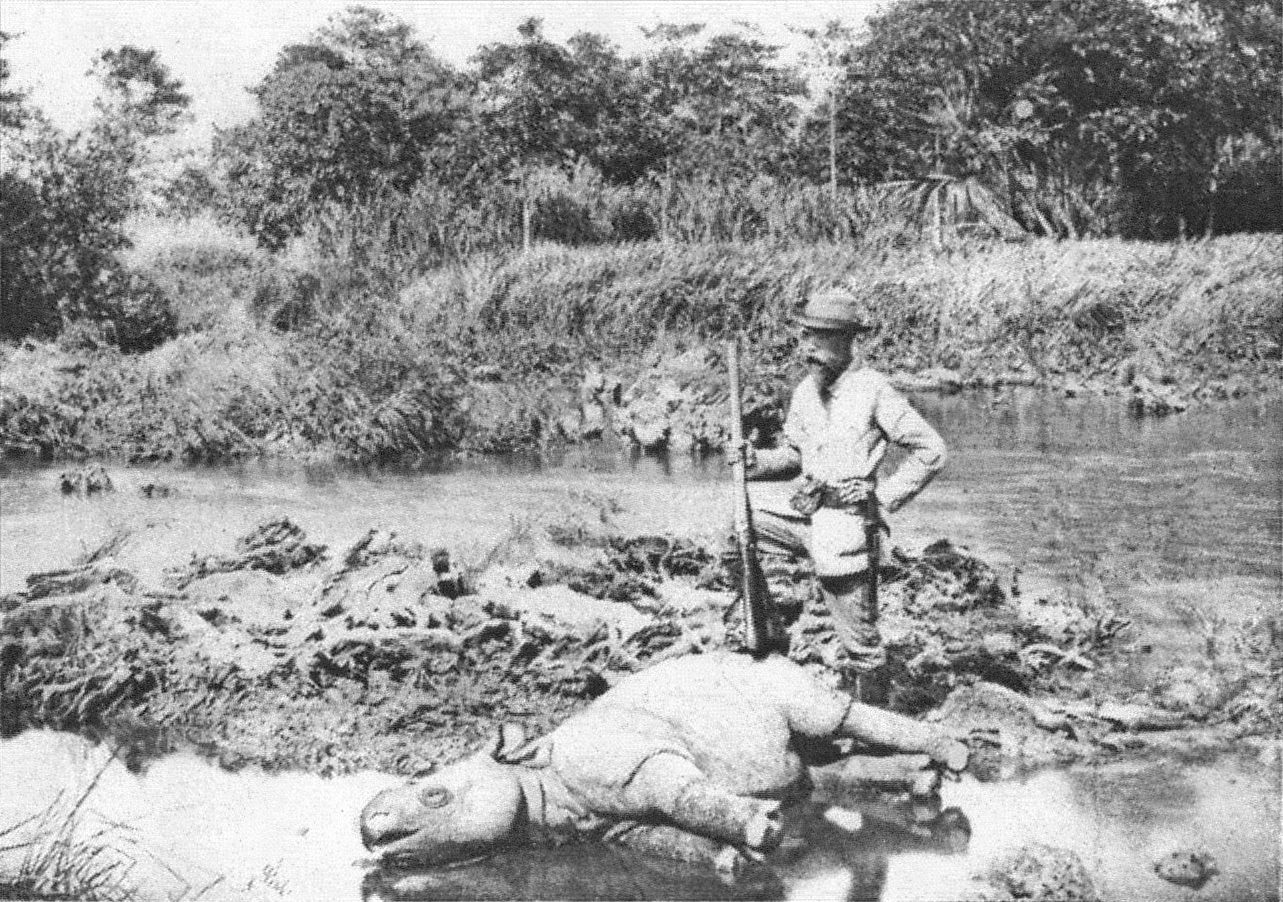
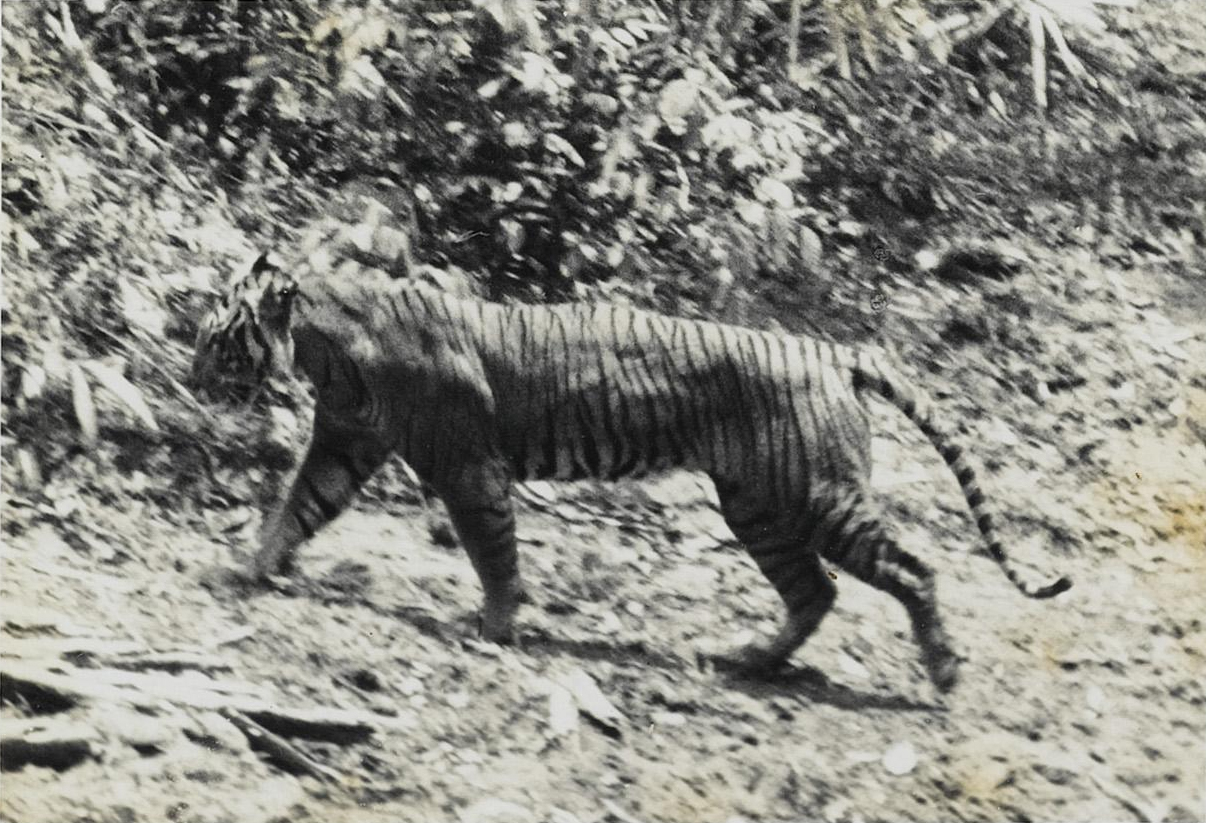
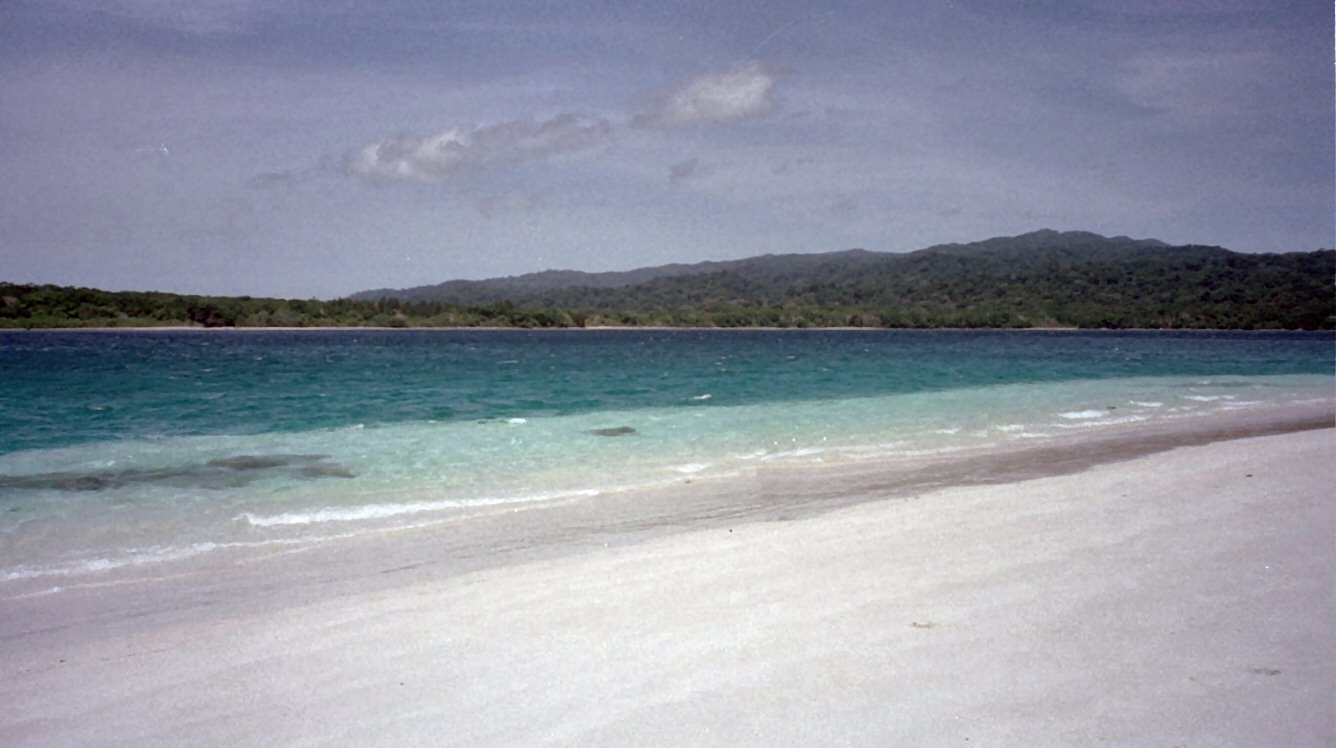